# Die Geschichten der 101 Tage
Die Geschichten der 101 Tage ist eine Buchreihe des deutschen Autors James Krüss und erschien innerhalb der Jahre 1986 bis 1989 zum ersten Mal in den Ravensburger Taschenbüchern. Alle Bücher sind die Ausgaben letzter Hand. Sie wurden von Rolf Rettich illustriert. Die Reihe umfasst insgesamt 17 Bände, die in jeweils sieben Tage, also eine Woche, unterteilt sind:
Bsp. „Gäste auf den Hummerklippen: weitere Geschichten vom Wünschen, Träumen und Reisen; vom fünften bis zum siebenten Tag“
Alle Bände sind schon mal früher erschienen – nicht als Reihe und ohne die Unterteilung in Tage. In anderen Verlagen wird zwar teilweise der Einleitungstext der Reihe abkopiert, aber von der Reihe steht dort nichts und auch nicht alle 17 Bände wurden herausgegeben. In allen Bänden taucht „Boy“, der Ich-Erzähler, auf und er wird von Band zu Band älter.

## Vor der Erscheinung vonDie Geschichten der 101 Tage
James Krüss wollte schon seit Beginn seiner Karriere diese Reihe schreiben. Außerdem plante James Krüss: „[...] Von diesem Zeitpunkt an legte ich alles das, was ich für Kinder schrieb - und seis [sic] ein Beitrag für den Tag des Sparens oder für den Tag des Baums - so an, dass es am Ende in den Zyklus passte und meist auch aufgenommen werden konnte.“
Insgesamt wollte er die Reihe seit über 40 Jahren schreiben und arbeitete mehr als zehn Jahre lang an ihr.
James Krüss hatte, als er um 1975 anfing, die einzelnen Bücher zu bearbeiten, noch eine andere Reihenfolge geplant:
| geplante Reihenfolge                    | erschienene Reihenfolge                                       |
| --------------------------------------- | ------------------------------------------------------------- |
| Sommer auf den Hummerklippen            | Sommer auf den Hummerklippen                                  |
| Mein Urgroßvater und ich                | Gäste auf den Hummerklippen                                   |
| Mein Urgroßvater, die Helden und ich    | Mein Urgroßvater und ich                                      |
| In Tante Julies Haus                    | Mein Urgroßvater, die Helden und ich                          |
| Sturm um Tante Julies Haus              | In Tante Julies Haus                                          |
| Nele                                    | Sturm um Tante Julies Haus oder Geschichten aus allen Winden  |
| Timm Thaler                             | Timm Thaler oder Das verkaufte Lachen                         |
| Die Höhle der weißen Taube              | Nele oder Das Wunderkind                                      |
| Timm Thalers Puppen                     | Freunde von den Hummerklippen oder Die Höhle der weißen Taube |
| Der Leuchtturm auf den Hummerklippen    | Paquito oder Der fremde Vater                                 |
| Die Glücklichen Inseln hinter dem Winde | Timm Thalers Puppen oder Die verkaufte Menschenliebe          |
| Heimkehr zu den Glücklichen Inseln*     | Leuchtturm auf den Hummerklippen                              |
| Das Buch vom Regenbogen*                | Die Glücklichen Inseln hinter dem Winde                       |
| Das Segelschiff Felizitas*              | Signal Molly oder Die Reise auf der Kuh                       |
| Signal Molly                            | Amadito oder Der kleine Junge und ich                         |
|                                         | Weihnachten auf den Hummerklippen                             |
|                                         | Abschied von den Hummerklippen                                |

Da die Titelnamen lange Zeit nicht ganz klar waren, hießen die Bücher in James Krüss‘ Entwürfen manchmal ein bisschen anders.
*Ein paar Bücher wurden durch andere ersetzt.
Krüss machte mehrere Entwürfe, der von 1976 war sein erster. Ada Bieber hat in ihrem Buch Zyklisches Erzählen in James Krüss‘ „Die Geschichten der 101 Tage“ auch seine anderen Entwürfe aufgeschrieben.

## Ziel
James Krüss wollte mit Die Geschichten der 101 Tage unter anderem erreichen, dass sich die Kinder nicht nur mit dem Inhalt der Geschichte auseinandersetzten, sondern vor allem mit der Erzählweise, die je nach Buch häufig unterschiedlich ist.
1. & 2. Sommer auf den Hummerklippen & Gäste auf den Hummerklippen — Sagen (Odysseus)
4. Mein Urgroßvater, die Helden und ich — Balladen
8. Freunde von den Hummerklippen oder Geschichten aus allen Winden — Fabeln
(13.) Das Buch vom Regenbogen — Märchen
(14.) & 13. Das Segelschiff Felizitas & Signal Molly — Narrengeschichten

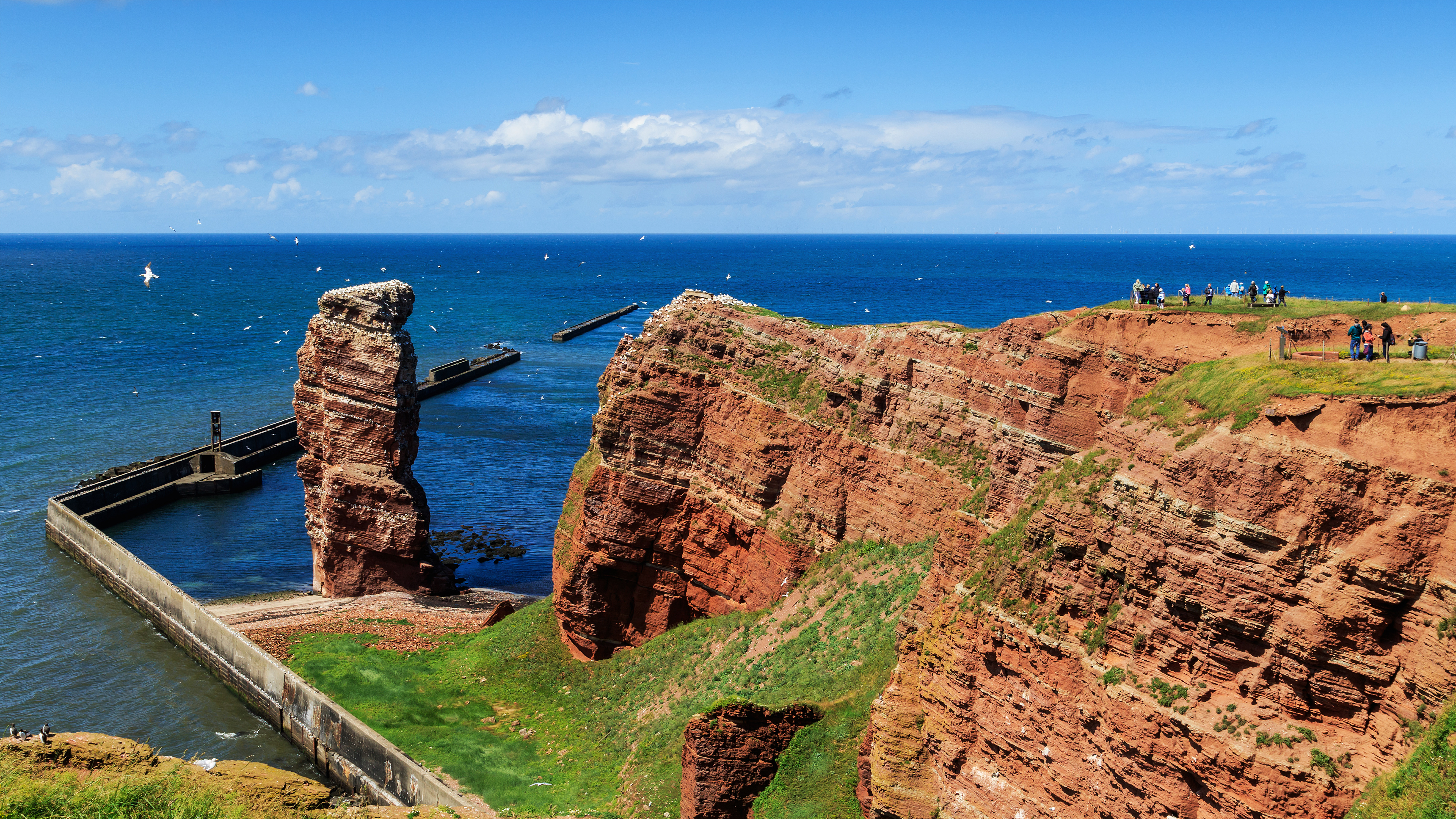
Helgoland mit der Langen Anna

Außerdem wollte er mit seinen Büchern gegen Nationalsozialismus und für Freiheit kämpfen. Das fällt beispielsweise in Die Glücklichen Inseln hinter dem Winde auf; Es wird dort nach dem ABC regiert, am ersten Tag des Monats regieren alle Tiere und Blumen, die mit A anfangen usw., später die, die gerade Lust haben, nicht so wie Adolf Hitler alleine. Außerdem prägt James Krüss in Mein Urgroßvater, die Helden und ich einen anderen Heldenbegriff: Wohl kann sich eine Person – jede Person – vorbildhaft oder bewundernswert, „heldenhaft“, verhalten, das macht ihn aber nicht absolut zu einem Helden. In dieser Weise grenzt sich James Krüss deutlich ab etwa von der Heldenvorstellung, wie sie im 3. Reich verbreitet war. Kurz vor Ende des 2. Weltkrieges musste oder wollte er mit 18 Jahren in die NSDAP. Jedoch schrieb er in Der Harmlos, dass er anfangs Nazi war, später aber nicht mehr. In seinen Büchern war auffällig, dass Krüss in der Zeit Helgoland ganz genau beschrieb, damit er Helgoland, der Insel, auf der er wohnte, nie vergisst. Ganz genau ist das Thema James Krüss und der Nationalsozialismus noch nicht geklärt.

## Gesamtkonzeption
Jeder Band hat einen Band, der den anderen ergänzt, mit ihm zusammenpasst oder ein Oppositionsband (ein paralleler Band) ist. Die Liste der zusammenhängenden Werken kann man in einem 16-strahligen Stern anschaulich machen.
Man findet Anklänge an die mündliche, im Einleitungstext an dem Aufruf, die Zeit anzuhalten, leicht zu erkennen und an die orientalische Erzähltradition, aus dem Titel (Die Geschichten der) 101 Tage ergibt sich 1001 Nacht. Außerdem erzählt eine Taube in Freunde von den Hummerklippen oder Die Höhle der weißen Taube wie Scheherazade gegen den Tod.

### Freunde von den Hummerklippen oder Die Höhle der weißen Taube– Die Zyklusmitte
In dem Band Freunde von den Hummerklippen oder Die Höhle der weißen Taube hat Krüss alle Titel des Gesamtzyklus in chronologischer Reihenfolge eingebaut, sodass dieser Band im Kleinen den Gesamtzyklus im Großen widerspiegelt.

## Anspielungen
Die Geschichten sind eine Anspielung auf 1001 Nacht. Boy erzählt dem Leser nämlich die ganzen Geschichten, in denen er gleichzeitig mitspielt (siehe auch hier), genauso, wie Scheherazade sich jeden Tag mit Schahriyâr trifft, um Geschichten zu erzählen. Es ist typisch orientalisch, dass man sich Geschichten mündlich weitererzählt, so wie in Die Geschichten der 101 Tage. Wichtig aber war Krüss, dass das Erzählen nicht mit Nacht, verbunden mit Tod, zugeordnet wird, sondern mit Tag, der Lebensfreude.

## Charaktere (Auswahl)

### Boy
Boy kommt in jedem Band der Die Geschichten der 101 Tage vor und ist der Ich-Erzähler. Im ersten Band, Sommer auf den Hummerklippen, ist er noch acht Jahre alt, im letzten ist er schon erwachsen. Boy wohnte lange auf Helgoland.
„Boy“ ist ein friesischer Name; er wird „Bui“ ausgesprochen.

### Johann, der Leuchtturmwärter
Johann lebt auf den Hummerklippen, einer Insel, in einem Leuchtturm und Boy reist gelegentlich zu ihm. Ein sehr bekanntes Buch, in dem Johann eine große Rolle spielt, ist Leuchtturm auf den Hummerklippen. Johann und Boys erste Begegnung wird in Sommer auf den Hummerklippen geschildert. Er kommt in allen Hummerklippen-Bänden vor, außer in Freunde von den Hummerklippen.
Johann ist ein alter Freund von Tante Julie↓ und ist mit ihr in Hamburg großgeworden.

### Timm Thaler
Thimm Thalers Erlebnisse werden in Timm Thaler oder Das verkaufte Lachen erzählt, James Krüss' bekanntestem Werk, spielt aber auch in zahlreichen anderen Büchern mit. Baron/Präsident Lefuet will ihm in dieser Geschichte das Lachen abkaufen. Timm wächst in ärmlichen Verhältnissen auf und wird später Puppenspieler. Er mag, ähnlich wie Boy, Geschichten und Gedichte erzählen. Außerdem führt er seine Erlebnisse mit Baron/Präsident Lefuet in seinem Puppentheater vor.

### Baron/Präsident Lefuet
Wenn man seinen Namen umdreht, heißt er Teufel. Baron/Präsident Lefuet ist ein reicher Geschäftsmann und wird als elegant beschrieben. Er will gelehrt wirken und hat übernatürliche Kräfte und möchte in mehreren Büchern, nicht nur in Timm Thaler oder Das verkaufte Lachen, verschiedenen Personen etwas abkaufen und Boy zwingen, seine Geschichten nicht aufzuschreiben:
- in Timm Thaler oder Das verkaufte Lachen das Lachen Timm Thalers (Lefuet heißt noch „Baron“)
- in Nele oder Das Wunderkind das Weinen von Nele (Lefuet heißt „Präsident“)
- in Timm Thalers Puppen oder Die verkaufte Menschenliebe die Menschenliebe von Krescho, Timm Thalers Sohn (Lefuet heißt „Präsident“)

In Freunde von den Hummerklippen oder Geschichten aus allen Winden kommt auch Präsident Lefuet vor, kauft aber niemandem etwas ab. Er ist dort mit einer älteren Griechin und spricht über Boy. Außerdem spielt er noch in Paquito oder Der fremde Vater mit.

### Tante Julie (eigentlich Juliane Overbeck)
Tante Julie wird von Krüss als ältliches Fräulein beschrieben, das davon lebt, Zimmer an Badegäste zu vermieten. Sie soll heiter, immer zu Späßen aufgelegt, gutmütig, hilfsbereit und vor allem gesellig sein. Tante Julie spielt in Sommer auf den Hummerklippen, Gäste auf den Hummerklippen, In Tante Julies Haus, Sturm um Tante Julies Haus oder Geschichten aus allen Winden und Die Glücklichen Inseln hinter dem Winde eine zentrale Rolle. Sie ist von niemandem die Tante, wird aber von jedem so genannt. Anfangs wohnt sie auf Helgoland und ist Nachbarin von Boy, später wohnt sie auf den Glücklichen Inseln hinter dem Winde.

### Urgroßvater von Boy (und Großmutter)
Boys Urgroßvater und Boys Großmutter leben im Oberland, dem höhergelegenen Teil Helgolands. Der Urgroßvater und Boy erzählen sich immer gegenseitig Gedichte und Geschichten, die Großmutter, die auch beim Urgroßvater lebt, tut so, als würde sie Gedichte und Geschichten nicht mögen, entwickelt aber später ein Interesse daran. Zwischen den Erlebnissen, die in Mein Urgroßvater, die Helden und ich und In Tante Julies Haus erzählt werden, stirbt der Urgroßvater. Er kommt in Mein Urgroßvater und ich und in Mein Urgroßvater, die Helden und ich vor, die Großmutter zusätzlich noch kurz in In Tante Julies Haus und in Sturm um Tante Julies Haus oder Geschichten aus allen Winden.

### Nele
Nele kommt in Nele oder Das Wunderkind vor und wird von Baron/Präsident Lefuet berühmt gemacht (durch Singen), um ihr Weinen zu stehlen. Ihr Vater hat Lefuets Plan zugestimmt. Miguelito (ein anderer „Sänger“) und sie treten später zusammen auf. Mit Neles erstem Weinen endet die Geschichte - Lefuets Plan gelingt nicht.

### Paquito
Paquito kommt in Paquito oder Der fremde Vater vor und hatte unterschiedlichste Berufe. Im Buch wird die Suche nach seinem echten Vater beschrieben; er kennt nämlich seinen Vater nicht. Sein Vater, Don Blas, ist ein reicher Wasserbesitzer, der keinen Kontakt zu Paquito haben will und am Ende des Buches stirbt.

### Amadito
Amadito oder Der kleine Junge und ich, in dem Amadito mitspielt, ist der Oppositionsband zu Mein Urgroßvater und ich. Amadito „spielt“ in Amadito Boy vom Mein Urgroßvater und ich, Boy „spielt“ in Amadito seinen Urgroßvater. Er gilt, genauso wie Boy in Mein Urgroßvater (,die Helden) und ich, als wissbegierig.

## Herausgeber

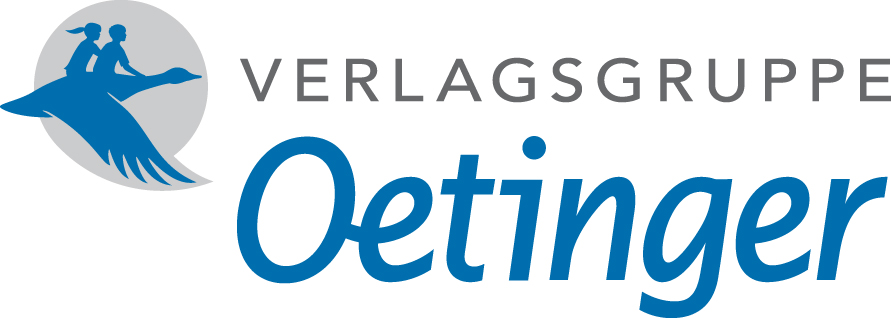
Logo des Oetinger Verlages 2018, in dem Verlag sollte Die Geschichten der 101 Tage erscheinen

Viele Bücher von James Krüss sind in der Verlagsgruppe Oetinger erschienen, auch Die Geschichten der 101 Tage sollten dies. Letztendlich erschien diese Reihe aber im Verlag Ravensburger. Das könnte diesen Grund haben:

Logo des Ravensburger Verlags. In diesem Verlag erschien letztendlich Die Geschichten der 101 Tage

James Krüss hatte schon geplant, dass es 17 Bände gibt, damit Freunde von den Hummerklippen oder Die Höhle der weißen Taube in der Mitte des Zyklus’ liegt↑. Oetinger wollte aber den Zyklus in nur zehn Bänden veröffentlichen:
| 1  | Sommer auf den Hummerklippen Teil 1: Sommer auf den Hummerklippen Teil 2: Gäste auf den Hummerklippen                 |
| 2  | Mein Urgroßvater und ich Teil 1: Mein Urgroßvater und ich Teil 2: Mein Urgroßvater, die Helden und ich                |
| 3  | In Tante Julies Haus Teil 1: In Tante Julies Haus Teil 2: Sturm um Tante Julies Haus                                  |
| 4  | Timm Thaler oder Das verkaufte Lachen                                                                                 |
| 5  | Nele oder Das Wunderkind                                                                                              |
| 6  | Inseln und ein hagerer Herr Teil 1: Freunde von den Hummerklippen Teil 2: Paquito oder Der fremde Vater               |
| 7  | Timm Thalers Puppen                                                                                                   |
| 8  | Tante Julies große Reise Teil 1: Der Leuchtturm auf den Hummerklippen Teil 2: Die Glücklichen Inseln hinter dem Winde |
| 9  | Molly und Amadito Teil 1: Signal Molly oder Die Reise auf der Kuh Teil 2: Amadito oder Der kleine Junge und ich       |
| 10 | Winter auf den Hummerklippen Teil 1: Weihnacht auf den Hummerklippen Teil 2: Abschied auf den Hummerklippen           |

## In jedem Buch auftretende Texte

### Klappentext
Jeder Klappentext sieht so aus:

„Haltet die Uhren an. Vergeßt die Zeit. Ich will euch Geschichten erzählen. Vergeßt die Zeit, die man Geschichte nennt. Taucht ein in die Zeit der Geschichten. Auch ich, der vor euch sitzt, vergesse die Zeit. Ich sitze unter euch, [von Buch zu Buch unterschiedlich, dann:] und laßt euch die Geschichte des [Bsp. dreiundfünfzigsten] bis [Bsp. neunundfünfzigsten] Tages erzählen. Fragt ihr mich aber, wie die Geschichte heißt, dann findet ihr im Buch eine Antwort; denn ihr lest: "[Name des Buches]"“

### Text am Anfang der Bücher
Jeder Text am Anfang der Bücher sieht so aus:

„Haltet die Uhren an. Vergeßt die Zeit. Ich will euch Geschichten erzählen. Wir wollen in der Zeit zurück und vorwärts wandern, Vergangenheit und Gegenwart durchstreifen und manchmal Blicke in die Zukunft tun. Die 101 Geschichtentage meines Lebens, an denen ich Geschichten hörte oder auch erzählte, sie werden euch hier nacherzählt, vom ersten bis zum hundertersten Tag.
Der Ort, an dem ich die Geschichten in die richtige Reihenfolge bringe, ist eine Insel vor der Küste Afrikas. Hier, heißt es, lagen die Garten der Hesperiden, aus denen Herkules die goldenen Apfel stahl. Hier war die Zeit stets anders als woanders. Hier lief man noch in Ziegenfellen oder Lendenschurzen, als Herr Kolumbus, reich gekleidet, von diesen Inseln aus Amerika entdeckte. Hier zählt die Zeit nach schönen Augenblicken. Drum haltet eure Uhren an. Vergeßt die Zeit. Ich will euch Geschichten erzählen.
Ich sehe euch, wie ihr euch unter mir, im Tal der Palmen, von allen Seiten her versammelt, Ich sehe euch, wie ihr euch auf die Felsen setzt, erwartungsvoll. Ich sehe euch sitzen mit baumelnden Beinen auf der anderen Seite der Schlucht, in mein Gehause auf dem Dach niederblickend mit gespannten Mienen. Auch auf den Mauern und Terrassen meines Hauses sehe ich euch sitzen, und alle Fenster meiner Bücherbude sind für euch geöffnet. Der Tag ist schön. Die Kaktusfeigen blühen. Und wenn ein Dröhnen euch erschreckt, dann ist es nur der Fischmann: Er bläst auf seiner Muschel und zieht weiter.
Wenn aber über dem Tal der Mond aufgeht, schlaft ein: Ihr werdet euch in euren eigenen Betten wiederfinden. Doch wollt ihr wiederkommen, dann schlagt die Bücher der 101 Geschichten auf. Dann sitzt ihr wieder unter oder über mir im Tal und auf den Felsen, und heute ist gestern und gestern ist heute. Vergesst die Zeit, die man Geschichte nennt. Taucht ein in die Zeit der Geschichten. Auch ich vergesse die Zeit. Ich sitze unter euch, [von Buch zu Buch unterschiedlich, dann:] und lasst euch die Geschichten des [Bsp. ersten] bis [Bsp. vierten] Tages erzählen.
[von Buch zu Buch unterschiedlich, dann:] , dann findet ihr im Buch die Antwort, denn ihr lest: [Titel auf der nächsten Seite]“

Im Text ist auffällig, dass man häufig aufgefordert wird, die Zeit anzuhalten. Wenn sich die Schiffe den Glücklichen Inseln nähern, bleibt die Zeit auch stehen. Das zeigt, wie sehr das Erzählen für James Krüss mit der Suche, beziehungsweise mit dem Finden von Glück verknüpft ist.

## Bände
1. James Krüss: Sommer auf den Hummerklippen. Ravensburger Buchverlag Otto Maier GmbH, 1986, ISBN 3-473-51561-2.
2. James Krüss: Gäste auf den Hummerklippen. Ravensburger Buchverlag Otto Maier GmbH, 1986, ISBN 3-473-51562-0.
3. James Krüss: Mein Urgroßvater und ich. Ravensburger Buchverlag Otto Maier GmbH, 1987, ISBN 3-473-51563-9.
4. James Krüss: Mein Urgroßvater, die Helden und ich. Ravensburger Buchverlag Otto Maier GmbH, 1987, ISBN 3-473-51564-7.
5. James Krüss: In Tante Julies Haus. Ravensburger Buchverlag Otto Maier GmbH, 1986, ISBN 3-473-51565-5.
6. James Krüss: Sturm um Tante Julies Haus oder Geschichten aus allen Winden. Ravensburger Buchverlag Otto Maier GmbH, 1986, ISBN 3-473-51566-3.
7. James Krüss: Timm Thaler oder Das verkaufte Lachen. Ravensburger Buchverlag Otto Maier GmbH, 1987, ISBN 3-473-51567-1.
8. James Krüss: Nele oder Das Wunderkind. Ravensburger Buchverlag Otto Maier GmbH, 1987, ISBN 3-473-51568-X.
9. James Krüss: Freunde von den Hummerklippen oder die Höhle der weißen Taube. Ravensburger Buchverlag Otto Maier GmbH, 1987, ISBN 3-473-51569-8.
10. James Krüss: Paquito oder Der fremde Vater. Ravensburger Buchverlag Otto Maier GmbH, 1987, ISBN 3-473-51570-1.
11. James Krüss: Timm Thalers Puppen oder Die verkaufte Menschenliebe. Ravensburger Buchverlag Otto Maier GmbH, 1988, ISBN 3-473-51571-X.
12. James Krüss: Der Leuchtturm auf den Hummerklippen. Ravensburger Buchverlag Otto Maier GmbH, 1988, ISBN 3-473-51572-8.
13. James Krüss: Die Glücklichen Inseln hinter dem Winde. Ravensburger Buchverlag Otto Maier GmbH, 1988, ISBN 3-473-51573-6.
14. James Krüss: Signal Molly oder Die Reise auf der Kuh. Ravensburger Buchverlag Otto Maier GmbH, 1988, ISBN 3-473-51574-4.
15. James Krüss: Amadito oder der kleine Junge und ich. Ravensburger Buchverlag Otto Maier GmbH, 1988, ISBN 3-473-51575-2.
16. James Krüss: Weihnachten auf den Hummerklippen. Ravensburger Buchverlag Otto Maier GmbH, 1988, ISBN 3-473-51576-0.
17. James Krüss: Abschied von den Hummerklippen. Ravensburger Buchverlag Otto Maier GmbH, 1989, ISBN 3-473-51577-9.